# ラッペン

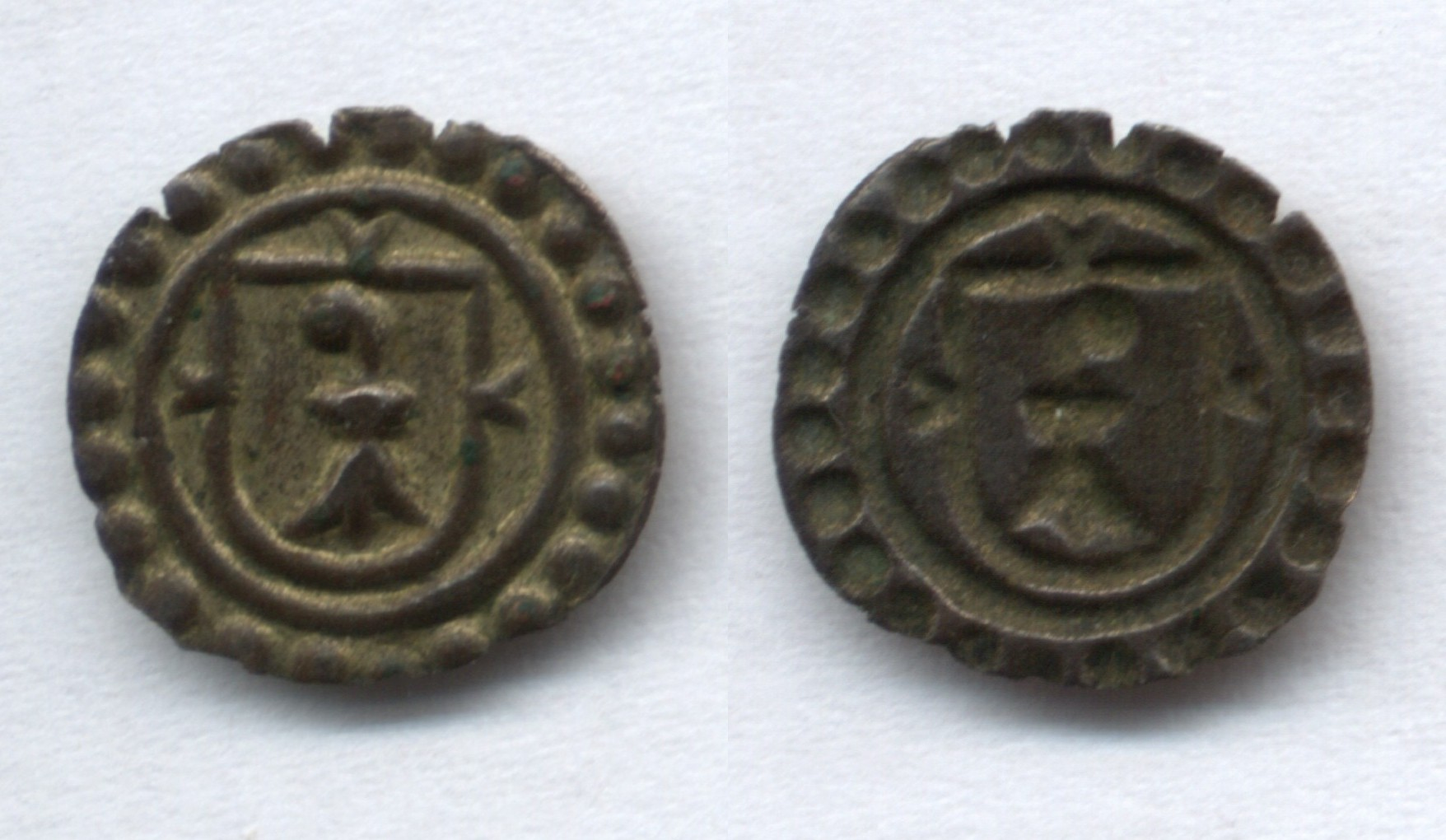
バーゼル発行のラッペン硬貨（17世紀）

ラッペン (Rappen) とは、スイスの補助通貨単位で100ラッペンが1スイス・フランにあたる。

## 語源

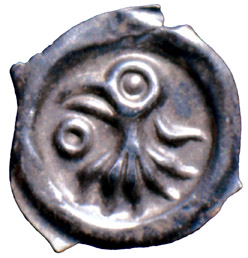
1290年のフライブルクのラッペンペニヒ

「ラッペン」という言葉は、13世紀のフライブルク・イム・ブライスガウで鋳造されたペニヒ硬貨に由来する。この硬貨にはワシが刻印されていたが、人々はこれを馬鹿にしてカラス（南部方言でRappe、標準ドイツ語ではRabe）と呼んだ。長く鋳造されるにつれて、本物のカラスの絵が刻印されるようになった。
別な説として(J. Cahn 1901)、「ラッペン」とは本来「黒いペニヒ」を意味し、銀が多少含まれているために酸化によりすぐに真っ黒に変色してしまうことからこう呼ばれたという。

## 他の言語での名称
ラッペンは主にドイツ語圏で使われる言葉であり、フランス語ではサンチーム、イタリア語ではチェンテジモ(centesimo)、ロマンシュ語ではラップ(rap)と呼ぶ。
リヒテンシュタインの通貨もスイス・フランであるが、この国ではドイツ語圏ということもあり、ラッペンが正式な呼称である。

## 硬貨
スイスでは5、10、20ラッペン硬貨が発行されている。50ラッペンの硬貨もあるが「1⁄2フラン」が正式名称である。
1ラッペンは2007年に正式に廃止された（実用的にはそれ以前から使われていなかった）。
なお、10ラッペンのことをBatzen（バッツェン）というが、これもかつての補助通貨単位で古来は4クロイツァーに相当した。ラッペンと異なり現在では使われなくなったが、1850年頃まで、バッツェン表記の硬貨が多数製造された。